# Сант'Еђидио дел Монте Албино
Сант'Еђидио дел Монте Албино (итал. Sant'Egidio del Monte Albino) је насеље у Италији у округу Салерно, региону Кампанија.
Према процени из 2011. у насељу је живело 7564 становника. Насеље се налази на надморској висини од 51 м.

## Становништво
| 1931. | 1936. | 1951. | 1961. | 1971. | 1981. | 1991. | 2001. | 2011. |
| ----- | ----- | ----- | ----- | ----- | ----- | ----- | ----- | ----- |
| 4.289 | 4.721 | 5.904 | 6.256 | 7.098 | 7.548 | 8.188 | 8.394 | 8.715 |